# The Box (album, Chicago)
The Box je set petih zgoščenk in enega DVD-ja s skladbami in posnetki iz celotne kariere popularne ameriške skupine Chicago, ki je leta 2003 izšel pri založbi Rhino Records. Set je avtorizirala skupina, ki je tudi sodelovala pri izbiranju materiala iz celotnega kataloga skupine.
Set vsebuje skladbe z vsakega studijskega albuma skupine, vse od debitantskega albuma Chicago Transit Authority, pa vse do posnetkov iz konca 90. let ter nekaj redkih posnetkov, med drugimi tri skladbe s takrat še neizdanega albuma Stone of Sisyphus, ki je bil predviden za izdajo leta 1993. V set je vključen vsak singel, ki se je uvrstil na lestvico, razen alternativne verzije skladbe »25 or 6 to 4« iz leta 1986.
Dodatni DVD vsebuje redke žive posnetke skupine iz leta 1972 in promocijski material albuma Chicago 13. V setu je tudi knjižica z analizo vsake skladbe, promocijskimi fotografijami, eseji in variacijami logotipa skupine.
Set se ni uvrstil ne na ameriško, ne na britansko lestvico.

## Seznam skladb
| Disk 1 | Disk 1 | Disk 1                     | Disk 1                          | Disk 1  |
| Št.    | Naslov | Pisec                      | Z albuma                        | Dolžina |
| ------ | --- | -------------------------- | ------------------------------- | ------- |
| 1.     | „Introduction‟ | Terry Kath                 | Chicago Transit Authority, 1969 | 6:35    |
| 2.     | „Does Anybody Really Know What Time It Is?‟ (singel verzija)                                                               | Robert Lamm                | Chicago Transit Authority       | 3:20    |
| 3.     | „Beginnings‟ (verzija z albuma Chicago IX: Chicago's Greatest Hits)                                                        | Lamm                       | Chicago Transit Authority       | 6:27    |
| 4.     | „Questions 67 and 68‟ | Lamm                       | Chicago Transit Authority       | 5:01    |
| 5.     | „Listen‟ | Lamm                       | Chicago Transit Authority       | 3:22    |
| 6.     | „South California Purples‟                                                                                                 | Lamm                       | Chicago Transit Authority       | 6:11    |
| 7.     | „I'm a Man‟ (nova verzija)                                                                                                 | Jimmy Miller/Steve Winwood | Chicago Transit Authority       | 5:43    |
| 8.     | „Movin' In‟ | James Pankow               | Chicago, 1970                   | 4:06    |
| 9.     | „Wake Up Sunshine‟ | Lamm                       | Chicago                         | 2:29    |
| 10.    | „Ballet for a Girl in Buchannon: Make Me Smile/So Much to Say, So Much to Give/Anxiety's Moment/West Virginia's Fantasies‟ | Pankow                     | Chicago                         | 7:02    |
| 11.    | „Ballet for a Girl in Buchannon: Colour My World‟                                                                          | Pankow                     | Chicago                         | 3:00    |
| 12.    | „Ballet for a Girl in Buchannon: To Be Free/Now More Than Ever‟                                                            | Pankow                     | Chicago                         | 2:41    |
| 13.    | „Fancy Colours‟ | Lamm                       | Chicago                         | 5:10    |
| 14.    | „25 or 6 to 4‟ | Lamm                       | Chicago                         | 4:50    |
| 15.    | „Poem for the People‟ | Lamm                       | Chicago                         | 5:31    |
| 16.    | „It Better End Soon: 1st Movement/3rd Movement/4th Movement‟                                                               | Lamm/Kath                  | Chicago                         | 6:37    |

| Disk 2 | Disk 2 | Disk 2                       | Disk 2            | Disk 2  |
| Št.    | Naslov | Pisec                        | Z albuma          | Dolžina |
| ------ | --- | ---------------------------- | ----------------- | ------- |
| 1.     | „Loneliness Is Just a Word‟                                                                                                  | Lamm                         | Chicago III, 1971 | 2:36    |
| 2.     | „Travel Suite: Flight 602‟                                                                                                   | Lamm                         | Chicago III       | 2:45    |
| 3.     | „Travel Suite: Free‟ | Lamm                         | Chicago III       | 2:16    |
| 4.     | „Mother‟ | Lamm                         | Chicago III       | 4:30    |
| 5.     | „Lowdown‟ | Peter Cetera/Danny Seraphine | Chicago III       | 3:35    |
| 6.     | „An Hour in the Shower«: »A Hard Risin' Morning Without Breakfast/Off to Work/Fallin' Out/Dreamin' Home/Morning Blues Again‟ | Kath                         | Chicago III       | 5:28    |
| 7.     | „A Hit by Varèse‟ | Lamm                         | Chicago V, 1972   | 4:55    |
| 8.     | „All Is Well‟ | Lamm                         | Chicago V         | 3:50    |
| 9.     | „Saturday in the Park‟ | Lamm                         | Chicago V         | 3:56    |
| 10.    | „Dialogue (Part I & II)‟ | Lamm                         | Chicago V         | 7:10    |
| 11.    | „Just You 'n' Me‟ | Pankow                       | Chicago VI, 1973  | 3:42    |
| 12.    | „Something in This City Changes People‟                                                                                      | Lamm                         | Chicago VI        | 3:42    |
| 13.    | „In Terms of Two‟ | Cetera                       | Chicago VI        | 3:29    |
| 14.    | „Feelin' Stronger Every Day‟                                                                                                 | Cetera/Pankow                | Chicago VI        | 4:14    |
| 15.    | „(I've Been) Searchin' So Long‟                                                                                              | Pankow                       | Chicago VII, 1974 | 4:29    |
| 16.    | „Mongonucleosis‟ | Pankow                       | Chicago VII       | 3:26    |
| 17.    | „Wishing You Were Here‟ | Cetera                       | Chicago VII       | 4:37    |
| 18.    | „Call on Me‟ | Lee Loughnane                | Chicago VII       | 4:02    |
| 19.    | „Happy Man‟ (verzija z albuma Greatest Hits, Volume II)                                                                      | Cetera                       | Chicago VII       | 3:14    |

| Disk 3 | Disk 3                                | Disk 3                     | Disk 3             | Disk 3  |
| Št.    | Naslov                                | Pisec                      | Z albuma           | Dolžina |
| ------ | ------------------------------------- | -------------------------- | ------------------ | ------- |
| 1.     | „Harry Truman‟                        | Lamm                       | Chicago VIII, 1975 | 3:01    |
| 2.     | „Old Days‟                            | Pankow                     | Chicago VIII       | 3:31    |
| 3.     | „Brand New Love Affair, Part I & II‟  | Pankow                     | Chicago VIII       | 4:27    |
| 4.     | „Never Been in Love Before‟           | Lamm                       | Chicago VIII       | 4:10    |
| 5.     | „You Are on My Mind‟ (singel verzija) | Pankow                     | Chicago X, 1976    | 3:12    |
| 6.     | „Mama Mama‟                           | Cetera                     | Chicago X          | 3:30    |
| 7.     | „Hope for Love‟                       | Kath                       | Chicago X          | 3:03    |
| 8.     | „Another Rainy Day in New York City‟  | Lamm                       | Chicago X          | 3:01    |
| 9.     | „Gently I'll Wake You‟                | Lamm                       | Chicago X          | 3:33    |
| 10.    | „If You Leave Me Now‟                 | Cetera                     | Chicago X          | 3:56    |
| 11.    | „Mississippi Delta City Blues‟        | Kath                       | Chicago XI, 1977   | 4:39    |
| 12.    | „Baby, What a Big Surprise‟           | Cetera                     | Chicago XI         | 3:04    |
| 13.    | „Take Me Back to Chicago‟             | Seraphine/David Wolinski   | Chicago XI         | 5:17    |
| 14.    | „Prelude (Little One)/Little One‟     | Seraphine/Wolinski         | Chicago XI         | 6:34    |
| 15.    | „Gone Long Gone‟                      | Cetera                     | Hot Streets, 1978  | 4:00    |
| 16.    | „No Tell Lover‟ (singel verzija)      | Cetera/Loughnane/Seraphine | Hot Streets        | 3:48    |
| 17.    | „Alive Again‟ (singel verzija)        | Pankow                     | Hot Streets        | 3:28    |
| 18.    | „The Greatest Love on Earth‟          | Seraphine/Wolinski         | Hot Streets        | 3:18    |
| 19.    | „Little Miss Lovin'‟                  | Cetera                     | Hot Streets        | 4:36    |
| 20.    | „Hot Streets‟                         | Lamm                       | Hot Streets        | 5:14    |

| Disk 4 | Disk 4                                     | Disk 4                          | Disk 4                 | Disk 4  |
| Št.    | Naslov                                     | Pisec                           | Z albuma               | Dolžina |
| ------ | ------------------------------------------ | ------------------------------- | ---------------------- | ------- |
| 1.     | „Street Player‟ (singel verzija)           | Seraphine/Wolinski              | Chicago 13, 1979       | 4:23    |
| 2.     | „Must Have Been Crazy‟                     | Donnie Dacus                    | Chicago 13             | 3:23    |
| 3.     | „Manipulation‟ (singel verzija)            | Lamm                            | Chicago XIV, 1980      | 3:29    |
| 4.     | „Thunder and Lightning‟                    | Cetera/Lamm/Seraphine           | Chicago XIV            | 3:32    |
| 5.     | „Song for You‟                             | Cetera                          | Chicago XIV            | 3:41    |
| 6.     | „The American Dream‟                       | Pankow                          | Chicago XIV            | 3:17    |
| 7.     | „Love Me Tomorrow‟                         | Cetera/David Foster             | Chicago 16, 1982       | 4:59    |
| 8.     | „Chains‟                                   | Cetera/Ian Thomas               | Chicago 16             | 3:22    |
| 9.     | „What You're Missing‟                      | Jay Gruska/Joseph Williams      | Chicago 16             | 3:30    |
| 10.    | „Hard to Say I'm Sorry/Get Away‟           | Cetera/Foster/Lamm              | Chicago 16             | 5:06    |
| 11.    | „Stay the Night‟                           | Cetera/Foster                   | Chicago 17, 1984       | 3:48    |
| 12.    | „We Can Stop the Hurtin'‟                  | Lamm/Bill Champlin/Deborah Neal | Chicago 17             | 4:11    |
| 13.    | „Hard Habit to Break‟                      | Steve Kipner/Jon Parker         | Chicago 17             | 4:43    |
| 14.    | „Along Comes a Woman‟ (singel verzija)     | Cetera/Mark Goldenberg          | Chicago 17             | 3:46    |
| 15.    | „You're the Inspiration‟                   | Cetera/Foster                   | Chicago 17             | 3:48    |
| 16.    | „Good for Nothing‟                         | Lamm/Foster/Richard Marx        | We Are the World, 1985 | 3:38    |
| 17.    | „If She Would Have Been Faithful...‟       | Kipner/Randy Goodrum            | Chicago 18, 1986       | 3:51    |
| 18.    | „Forever‟                                  | Lamm/Bill Gable                 | Chicago 18             | 5:17    |
| 19.    | „Will You Still Love Me?‟ (singel verzija) | Foster/Tom Keane/Richard Baskin | Chicago 18             | 4:11    |
| 20.    | „Niagara Falls‟                            | Kipner/Bobby Caldwell           | Chicago 18             | 3:42    |

| Disk 5 | Disk 5                                 | Disk 5                                    | Disk 5 | Disk 5  |
| Št.    | Naslov                                 | Pisec                                     | Z albuma | Dolžina |
| ------ | -------------------------------------- | ----------------------------------------- | --- | ------- |
| 1.     | „Heart in Pieces‟                      | Tim Feehan/Brian MacLeod/Diane Warren     | Chicago 19, 1988                                                                                             | 5:04    |
| 2.     | „Look Away‟                            | Diane Warren                              | Chicago 19                                                                                                   | 3:59    |
| 3.     | „What Kind of Man Would I Be?‟         | Jason Scheff/Chas Sandford/Bobby Caldwell | Chicago 19                                                                                                   | 4:19    |
| 4.     | „I Don't Wanna Live Without Your Love‟ | Warren/Albert Hammond                     | Chicago 19                                                                                                   | 3:55    |
| 5.     | „We Can Last Forever‟                  | Scheff/John Dexter                        | Chicago 19                                                                                                   | 3:45    |
| 6.     | „You're Not Alone‟                     | Jim Scott                                 | Chicago 19                                                                                                   | 3:56    |
| 7.     | „Hearts in Trouble‟                    | Champlin/Dennis Matkowsky/Kevin Dukes     | Days of Thunder soundtrack, 1990                                                                             | 4:01    |
| 8.     | „Only Time Can Heal the Wounded‟       | Lamm/Gerard McMahon                       | Twenty 1, 1991                                                                                               | 4:43    |
| 9.     | „You Come to My Senses‟                | Billy Steinberg/Tom Kelly                 | Twenty 1 | 3:49    |
| 10.    | „God Save the Queen‟                   | Pankow/Scheff                             | Twenty 1 | 4:19    |
| 11.    | „Chasin' the Wind‟                     | Warren                                    | Twenty 1 | 4:18    |
| 12.    | „All the Years‟                        | Lamm/Bruce Gaitsch                        | prej neizdana; kasneje izšla na albumu Chicago XXXII: Stone of Sisyphus, 2008 (originalno posneta leta 1993) | 4:16    |
| 13.    | „Stone of Sisyphus‟                    | Dawayne Bailey/Loughnane                  | prej neizdana; kasneje izšla na albumu Chicago XXXII: Stone of Sisyphus, 2008 (originalno posneta leta 1993) | 4:12    |
| 14.    | „Bigger Than Elvis‟                    | Scheff/Peter Wolf/Ima Wolf                | prej neizdana; kasneje izšla na albumu Chicago XXXII: Stone of Sisyphus, 2008 (originalno posneta leta 1993) | 4:31    |
| 15.    | „Caravan‟                              | Duke Ellington/Irving Mills/Juan Tizol    | Night & Day: Big Band, 1995                                                                                  | 3:23    |
| 16.    | „Here in My Heart‟                     | Glen Ballard/James Newton Howard          | The Heart of Chicago 1967–1997, 1997                                                                         | 4:15    |
| 17.    | „The Only One‟ (singel verzija)        | Pankow/Greg O'Connor                      | The Heart of Chicago 1967–1997                                                                               | 4:38    |
| 18.    | „All Roads Lead to You‟                | Marc Beeson/Desmond Child                 | The Heart of Chicago 1967–1998 Volume II, 1998                                                               | 4:20    |
| 19.    | „Show Me a Sign‟                       | Pankow/Greg O'Connor                      | The Heart of Chicago 1967–1998 Volume II                                                                     | 3:35    |

### Disk 6: DVD
Vsebuje žive posnetke iz leta 1972 in promocijske videospote albuma Chicago 13 iz leta 1979.

## Osebje
- Dawayne Bailey – električna kitara, solo vokal, spremljevalni vokal
- Peter Cetera – bas kitara, solo vokal, spremljevalni vokal, akustična kitara
- Bill Champlin – klaviature, solo vokal, spremljevalni vokal, kitara
- Donnie Dacus – kitara, solo vokal, spremljevalni vokal
- Laudir de Oliveira – konge, tolkala, spremljevalni vokal
- Bruce Gaitsch – kitara
- Keith Howland – kitara, spremljevalni vokal
- Tris Imboden – bobni, orglice
- Terry Kath – kitara, solo vokal, spremljevalni vokal, bas, tolkala
- Robert Lamm – klavir, klaviature, tolkala, solo vokal, spremljevalni vokal
- Lee Loughnane – trobenta, krilnica, tolkala, spremljevalni vokal
- James Pankow – trombon, tolkala, spremljevalni vokal
- Walter Parazaider – saksofon, flavta, pihala, tolkala, spremljevalni vokal
- Chris Pinnick – kitara
- Jason Scheff – bas, solo vokal, spremljevalni vokal
- Danny Seraphine – bobni, programiranje, tolkala, spremljevalni vokal